# 艾力克斯·寇茲曼
艾力克斯·寇茲曼（英語：Alex Kurtzman，1973年9月7日—），美國男編劇、製片人和導演。

## 早期生活
寇茲曼出生於加利福尼亞州的洛杉磯，在那認識了他高中的朋友和長期合作者羅柏托·奧契。寇茲曼畢業於衛斯理大學。

## 作品列表

### 電影
- 2005：《絕地再生》-聯合編劇
- 2005：《蒙面俠蘇洛2：不朽傳奇》-聯合編劇
- 2006：《不可能的任務3》-聯合編劇
- 2007：《變形金剛》-聯合編劇
- 2008：《鷹眼》-監製
- 2009：《守護者》-聯合編劇（未掛名劇本）[3]
- 2009：《星際爭霸戰》-聯合編劇，執行製片人
- 2009：《變形金剛：復仇之戰》-聯合編劇
- 2009：《愛情限時簽》-執行製片人
- 2011：《星際飆客》-聯合編劇，監製
- 2012：《平凡人生》-導演、聯合編劇，聯合製片人
- 2013：《闇黑無界：星際爭霸戰》-聯合編劇，監製
- 2013：《出神入化》-監製
- 2013：《戰爭遊戲》-監製
- 2014：《蜘蛛人驚奇再起2：電光之戰》-聯合編劇，執行製片人[4]
- 2016：《出神入化2》-監製
- 2017：《神鬼傳奇》-導演，監製，故事
- 2024：《羅布·皮斯》-監製
- 2025：《出神入化3》-監製

### 電視
- 1997–1999：《大力士：傳奇旅程》-聯合執行製片人，編劇
- 1999–2000：《齊娜武士公主》-聯合執行製片人，編劇
- 2000：《萬事通傑克》-執行製片人，編劇
- 2001–2003：《雙面女間諜》-總監製，聯合執行製片人，執行製片人，編劇
- 2004：《The Secret Service》-聯合創始人，執行製片人，聯合編劇（試播集）
- 2008–2013：《危機邊緣》-聯合創始人，執行製片人，製片顧問，編劇
- 2011–2013：《變形金剛 Prime》-執行製片人
- 2010–2020：《檀島警騎2.0》-聯合創始人，執行製片人，編劇
- 2011：《Exit Strategy》-聯合創始人，執行製片人，聯合編劇（試播集）
- 2011：《洛克和密鑰》-聯合創始人，執行製片人，聯合編劇（試播集）
- 2013–2017：《斷頭谷》-聯合創始人，聯合編劇，執行製片人
- 2014：《足壇密探》-執行製片人
- 2014–2018：《天蠍行動》-執行製片人
- 2015–2016：《藥命效應》-執行製片人，編劇
- 2017–2024：《星際爭霸戰：發現號》-聯合創始人，執行製片人，編劇，導演
- 2018–2020：《星际迷航：发现号之短途》-聯合創始人，執行製片人，編劇
- 2018–2019：《直覺追兇》-執行製片人
- 2020–2023：《星際爭霸戰：畢凱》-聯合創始人，執行製片人，編劇
- 2020–2024：《星際爭霸戰：底層甲板》-執行製片人
- 2021：《克麗絲》-聯合創始人，執行製片人，編劇
- 2022：《天外來客》-聯合創始人，執行製片人，編劇，導演
- 2021–：《星際爭霸戰：神童艦隊》-執行製片人
- 2022–：《星际迷航：奇异新世界》-聯合創始人，執行製片人，編劇
- 2025：《星際迷航：31區》-執行製片人（電視電影）

## 外部連結
- Alex Kurtzman and Bob Orci Discuss Trek and Transformers at AMCtv.com
- 艾力克斯·寇茲曼在互联网电影资料库（IMDb）上的資料（英文）